# Тімандрей
Тімандрей (грец. Timandreus) — міфічна особа, батько богинь Котіс (Котіто) та Евріфеміди, яких шанували Геракліди.